# Кларк, Уиндхем
Уиндхем Роберт Кларк (англ. Wyndham Robert Clark), родился 9 декабря 1993 года) — американский профессиональный игрок в гольф, играющий на PGA Tour. В мае 2023 года он выиграл чемпионат Wells Fargo. Это была его первая победа в PGA Tour; в следующем месяце он выиграл свой первый крупный турнир, Открытый чемпионат США по гольфу 2023 года.

## Любительская карьера
Кларк посещал христианскую среднюю школу Valor в Хайлендс-Ранч, штат Колорадо, где его одноклассником был будущий игрок НФЛ Кристиан Маккефри. В средней школе он дважды выигрывал чемпионат штата Колорадо по гольфу и был признан игроком года в 2011 году. Сначала он вступил в клуб «Оклахома Стэйт Ковбойз» в 2012 году, финишировав в борьбе за девятое место в ударной игре на любительском чемпионате США в 2013 году. В 2016 году он перешел в Орегон, выиграв чемпионат конференции Pac-12 и стал игроком года по версии GolfWeek. В 2017 году окончил бизнес-школу.

## Личная жизнь
Кларк христианин. Он проживает в городе Скотсдейл, штат Аризона. Его отец бывший профессиональный теннисист. Его мать умерла от рака груди, когда он учился в штате Оклахома.

## Любительские победы
- Чемпионат штата Колорадо 2009
- Чемпионат штата Колорадо 2011
- Конференция Pac-12 2017